# لوك آرثر فيبوبي
لوك آرثر فيبوبي (بالفرنسية: Luc-Arthur Vebobe)‏ مواليد 3 أبريل 1980 في أنتيب، هو لاعب كرة سلة فرنسي. بدأ مسيرته الاحترافية في سنة 1998. يلعب في الدوري الفرنسي لكرة السلة الدرجة الثانية. يحمل الرقم 14. يبلغ طوله 6 قدم 7.52 بوصة (2.0 م).

## المسيرة الاحترافية
لعب مع إلان شالون في الدوري الفرنسي في موسم 2002–2003، ثم لعب مع باسكت سرقسطة 2002 في الدوري الإسباني في موسم 2005–2006، ثم لعب مع أنتيب في موسم 2009–2010، ثم لعب مع شوليه باسكت في الدوري الفرنسي من سنة 2010 إلى 2013، ثم لعب مع أنتيب في موسم 2013–2014.

## روابط خارجية
- لوك آرثر فيبوبي على موقع الاتحاد الدولي لكرة السلة (الإنجليزية)
- لوك آرثر فيبوبي على موقع الدوري الأوروبي لكرة السلة (الإنجليزية)
- لوك آرثر فيبوبي على موقع كرة السلة الأوروبية.كوم (الإنجليزية)
- لوك آرثر فيبوبي على موقع كلية كرة السلة في سبورتس رفرنس.كوم (الإنجليزية)
- لوك آرثر فيبوبي على موقع ريلجم (الإنجليزية)
- لوك آرثر فيبوبي على موقع بروبوليرز (الإنجليزية)
- لوك آرثر فيبوبي على موقع سبورتس رفرنس (الإنجليزية)